# Cindy Shatto
Cynthia "Cindy" Shatto (19 juin 1957 – 3 octobre 2011) est une plongeuse canadienne. Elle remporte une médaille d'or aux Jeux du Commonwealth britannique de 1974 en tremplin à 3 mètres et participe à l'épreuve féminine de plate-forme à 10 mètres aux Jeux olympiques d'été de 1976, où elle termine cinquième à la suite d'une controverse sur la notation des juges.
Shatto commence le plongeon de compétition à l'âge de 8 ans et remporte presque toutes les épreuves de plongeon de son groupe d'âge. Pour développer davantage ses compétences, en 1970, elle et sa collègue plongeuse Linda Cuthbert (en) emménagent dans la maison familiale de son entraîneur Don Webb, où elle s'entraîne jusqu'à cinq heures par jour, six jours par semaine, ne se reposant que le dimanche. Vers l'âge de 14 ans, elle est admise à l'hôpital et doit se faire enlever la vésicule biliaire en raison d'une consommation trop grasse d'aliments, la laissant faible et incapable de s'entraîner pendant l'hiver 1971-1972. Au milieu des années 1970, entre les Jeux du Commonwealth de 1974 et les Jeux olympiques de 1976, elle perd tout intérêt pour ce sport et son attitude change lorsqu'elle compare son style de vie à celui d'autres personnes qui n'ont pas subi la pression des compétitions internationales, mais est encouragée par son collègue plongeur Beverly Boys (en) à réfléchir positivement sur le sport et elle recommence ensuite à pratiquer sérieusement à partir d'août 1975 environ.
Shatto prend sa retraite de la plongée de compétition en 1978 après s'être lassée du mode de vie nomade et, à l'été 1990, elle déménage avec sa famille à Binghamton, New York, où elle devient entraîneuse de plongeon à l'Université de Binghamton. Elle décède d'un cancer du poumon en octobre 2011 à l'âge de 54 ans.

## Carrière

### Enfance et développement précoce
Né en juin 1957, Shatto commence le roller à l'âge de 2 ans, puis se lance dans l'acrobatie, la danse moderne et apprend à jouer du violon. Elle commence le plongeon de compétition à l'âge de 8 ans dans la piscine familiale à Willowdale, Toronto. Son père joue avec elle à des jeux de plongée, utilisant une longue perche de balayage des ordures pour qu'elle coure et saute « comme un marsouin ». Sous la direction initiale de John Dickinson, Shatto remporte « à peu près toutes les compétitions de groupes d'âge auxquelles elle a participé ». Parmi ses premières compétitions reconnues figurent les championnats de plongeon à 1 mètre des moins de 10 ans de l'Ontario, où à l'âge de 8 ans, elle marque 84,20 points et gagne dans son groupe d'âge. À l'âge de 9 ans, elle pratique le plongeon à 10 mètres dans la piscine en plein air de Summerville, parfois soufflée par le vent de la tour en raison de son emplacement près du bord du lac Ontario. Malgré le froid extrême, elle persévère. Quelques semaines après son neuvième anniversaire, elle devient la championne de plongeon de l'Ontario dans la catégorie des filles de moins de 10 ans avec un score de 132,75 et enchaîne en devenant la championne de plongeon des États-Unis dans son groupe d'âge.
À l'âge de 10 ans, elle a l'habitude de jouer du violon, de l'acrobatie, de la danse contemporaine et du twirling bâton. Sa mère la décrit comme persistante, disant que « si elle découvrait quelque chose qu'elle ne pouvait pas maîtriser, elle se mettrait en colère, bouderait, mais tiendrait le coup jusqu'à ce qu'elle aille mieux ». Peu de temps avant d'avoir 11 ans, en tant que membre du Etobicoke Diving Club, elle remporte l'épreuve de la tour des moins de 14 ans aux championnats ouverts de l'Ontario, ce qui porte son record de compétition à 26 premières places, deux deuxièmes et une troisième place sur 29 épreuves. Peu avant son 12e anniversaire, elle termine deuxième aux championnats ouverts de plongeon de 3 mètres de l'Ontario en 1969 dans la catégorie des filles des moins de 15 ans. À l'âge de 13 ans, elle est invitée à s'entraîner avec l'entraîneur national Don Webb, ce qui l'oblige à vivre avec la famille de Webb pendant environ trois ans, les deux premières années étant à Winnipeg.
Au cours de ses premières années, elle mange fréquemment des quantités excessives de chips et de sauce, les autres enfants l'utilisant comme surnom. Ayant été admise à l'hôpital avec des douleurs d'estomac constantes dues à une alimentation trop grasse, sa vésicule biliaire est retirée, ce qui la laisse affaiblie et incapable de s'entraîner pendant l'hiver 1971-1972.

### Plongeon de compétition
En 1973, elle vit avec la famille de Don Webb depuis trois ans, s'entraînant jusqu'à cinq heures par jour, six jours par semaine, voire plus lorsqu'elle se prépare à une compétition. Aux côtés de Linda Cuthbert (en), une autre plongeuse vivant avec les Webb, Shatto s'entraîne pendant une heure à l'heure du déjeuner et a une charge de travail plus lourde le samedi, avec un jour de repos le dimanche. À cette époque, la plongeon est tout pour Shatto, et elle adore la compétition, voyager et rencontrer de nouvelles personnes. Elle montre peu d'émotion pendant les compétitions, sauf lorsqu'elle gagne, et n'aime pas que son père la regarde plonger car ils deviennent tous les deux nerveux. La même année, elle représente son pays aux championnats du monde organisés en Yougoslavie. Sous la direction de Webb en 1974, Shatto remporte une médaille d'or aux Jeux du Commonwealth britannique à Christchurch dans l'épreuve de plongeon au tremplin à 3 mètres, s'imposant comme la candidate la plus probable au Canada pour remporter une médaille d'or aux Jeux olympiques d'été de 1976. Selon Webb, Shatto est une plongeuse naturelle avec classe, possédant le style et la détermination que les autres plongeurs devaient apprendre.

#### Dépression
Avant les Jeux olympiques de 1976, Shatto traverse une période dépressive vers 1974 et 1975, perdant sa motivation pour le plongeon de compétition et développant une mauvaise attitude. Ses performances pendant cette période reflétent à peine son talent en tant que plongeuse parmi les trois meilleures au Canada. Elle envisage même de se retirer du sport pour mener une vie plus traditionnelle, comme sa sœur Becky, qui est reconnue « athlète féminine de l'année » au lycée. Elle commence à comparer sa vie à celle de sa sœur et ressens de l'envie. Le père de Shatto, perfectionniste, ne comprend pas son changement d'attitude ni son manque d'intérêt pour le plongeon. Après avoir réfléchi aux aspects positifs du plongeon, notamment les voyages internationaux et les personnes qu'elle a rencontrées, Shatto se voit offrir des conseils par son collègue plongeur Beverly Boys, ce qui l'aide à retrouver sa motivation et sa confiance. Elle recommence à pratiquer sérieusement vers août 1975 et accepte que si ses mauvais résultats soient dus à un manque de pratique et non à son attitude.

#### Jeux olympiques et au-delà
Elle quitte le lycée pendant un an en 1976 pour s'entraîner à plein temps pour les Jeux olympiques. Peu de temps après avoir eu 19 ans, Shatto participe aux Jeux de 1976 et est à la deuxième place du plongeon à 10 mètres après cinq des huit plongeons, mais chute à la cinquième position après un sixième plongeon marqué de manière controversée. La Gazette de Montréal de l'époque suggére qu'elle a été « escroquée au moins pour une médaille de bronze », alléguant la partialité des juges soviétiques et suédois, même si Shatto estime que terminer cinquième au monde est quand même un accomplissement. Après les Jeux olympiques, elle prend un congé sabbatique de six mois, se sentant « physiquement déçue » de ne rien gagner dans la compétition, ce qui est plus long que les trois semaines de pause qu'elle prend habituellement. Shatto reprend l'entraînement en juillet 1977 pour se préparer aux championnats du monde de 1978, pratiquant le plongeon quatre à cinq heures par jour.

### Retraite
À la veille des Jeux du Commonwealth de 1978, Shatto annonce sa retraite du plongeon de compétition à l'âge de 21 ans, citant la « vie nomade d'un athlète de classe mondiale » comme étant le principal facteur de sa perte d'intérêt. Elle admet que sa controverse olympique deux ans auparavant a été un facteur contributif ainsi que sa perte de motivation, préférant plutôt trouver un emploi et gagner son propre argent.

## Dernières années

Piscine de l'Université de Binghamton, photographiée en 2007.

Plus tard dans sa vie, elle est secrétaire exécutive chez Xerox vers 1987 et plus tard assistante du propriétaire de Mundial International. En juin 1990, elle déménage avec sa famille à Binghamton, New York, où son mari a grandi, fatigué de la Floride. C'est la première fois que Shatto vit dans une petite ville, qu'elle aime parce qu'elle est « axée sur la famille ». Elle répond à une annonce en septembre 1990 pour un emploi d'entraîneur de plongée et réussi à obtenir le poste à l'Université de Binghamton, ce que son mari note plus tard avoir eu un effet positif sur elle. Lors d'un entretien en 1977, elle exprime sa réticence à devenir entraîneuse estimant qu'elle n'avait pas la « personnalité extravertie » nécessaire pour amener les plongeurs à faire les plongées qu'elle souhaiterait qu'ils fassent.

## Vie personnelle
Née sous le nom de Cynthia Shatto en juin 1957, son père, Dick Shatto (en), est un joueur de football canadien professionnel et membre du Temple de la renommée du football canadien. Sa mère est Lynne Shatto (née Garlough), la troisième de cinq enfants ayant fréquenté l'école secondaire Rideau. Au cours de sa carrière de plongeuse, Shatto mesure 1,70 m et pèse environ 57 kg.
Résident de longue date de Floride, Shatto épouse William "Bill" Weingartner en février 1985, s'étant rencontré pour la première fois en 1979 lorsqu'elle est entrée dans un restaurant à Tarpon Springs que Weingartner dirigeait, à la recherche d'un emploi après sa retraite du plongeon. Il se rappelle qu'il est « immédiatement tombé amoureux », ignorant à l'époque ses exploits sportifs jusqu'à ce que leur relation se développe. Ils ont deux fils nés dans les années 1980, Richard devenu lui aussi plongeur et Christopher.
Elle décède d'un cancer du poumon en octobre 2011 à l'âge de 54 ans, après deux ans de combat.